# Fantasia (videogioco)
Fantasia (anche conosciuto come Fantasia - The Videogame) è un videogioco platform del 1991 sviluppato da Infogrames per Sega Mega Drive. È liberamente ispirato all'omonimo film d'animazione del 1940, e viene considerato il sequel non ufficiale del videogioco Castle of Illusion Starring Mickey Mouse (1990).

## Trama
Topolino, diventato apprendista dello stregone Yen Sid, si addormenta mentre studia un libro di incantesimi; alcune note musicali ne approfittano per scappare dalla loro gabbia e disperdersi nei Mondi dei Quattro Elementi; Topolino dovrà trovarle e riportarle al laboratorio prima del ritorno di Yen Sid.

## Modalità di gioco
Il gioco è un platform 2D a scorrimento laterale, suddiviso in quattro livelli che mescolano elementi visivi e musicali dei vari segmenti di Fantasia. Ciascuno mondo è basato su un differente elemento e presenta sintetizzazioni in 16 bit dei brani presenti nel film: i livelli sono il Mondo dell'acqua, che ha come colonna sonora L'apprendista stregone e la Danza degli zufoli e Danza araba da Lo schiaccianoci; il Mondo della terra (La sagra della primavera); il Mondo dell'aria (Sinfonia pastorale e Danza delle ore) e il Mondo del fuoco (Una notte sul Monte Calvo e Toccata e fuga in Re minore).
Il giocatore controlla Topolino, che può muoversi in avanti e indietro, saltare su piattaforme ed evitare pericoli. Il personaggio incontra vari nemici e li può sconfiggere saltando su di essi o raccogliendo bolle magiche che possono essere utilizzate come proiettili. In ogni livello, il giocatore deve raccogliere un certo numero di note magiche nascoste per poterlo superare.

## Sviluppo e pubblicazione
Sega ideò il gioco come seguito di Castle of Illusion, che aveva avuto un notevole successo e dal quale eredita il gameplay di base; il gioco avrebbe dovuto inoltre celebrare il 50° anniversario del film Fantasia. Lo sviluppo fu affidato alla casa di produzione Infogrames, con sede a Lione, che aveva acquisito dalla Walt Disney Company i diritti di sfruttamento di alcuni prodotti. Lo sviluppo iniziò a gennaio 1990, sotto la guida dei produttori Scott Berfield e Stephan L. Butler; il team creativo era tuttavia composto da sole sei persone, nessuna delle quali aveva esperienza di sviluppo di giochi per console, e incontrò notevoli difficoltà nel replicare la qualità dell'animazione e della musica del film su una console a 16 bit: questo causò un notevole rallentamento dei lavori, che fece slittare l'uscita di un anno.
L'uscita del gioco era prevista per le festività natalizie del 1991, in modo evitare la concorrenza di Sonic the Hedgehog, pubblicato a maggio dello stesso anno. A maggio, Sega presentò Fantasia al Consumer Electronics Show, mentre il suo lancio fu annunciato alla fiera Tec Toy nell'ottobre successivo. Nonostante i numerosi problemi, Fantasia fu pubblicato ufficialmente il 22 novembre 1991.
Subito dopo l'uscita del film Roy E. Disney, nipote di Walt e all'epoca C.E.O. della Walt Disney Company, intentò un'azione legale contro Sega e Infogrames, asserendo che la licenza di sfruttamento dei diritti di Fantasia riguardasse solo la musica e il character design, e che pertanto non poteva essere sfruttata per realizzare un adattamento videogame del film; Disney disse inoltre che suo zio sarebbe stato contrario a qualunque trasposizione o remake di Fantasia. Le parti si accordarono a livello extragiudiziale, risolvendo di interrompere immediatamente la distribuzione e la promozione del gioco; 5000 copie invendute di Fantasia vennero ritirate dal mercato e distrutte. In cambio, la Disney concesse a Sega alcune licenze extra senza ulteriori costi e un aumento del tasso di royalty.

## Accoglienza
Il gioco ebbe critiche negative già alla sua uscita. La rivista MegaTech affermò che il gioco fosse "un'enorme delusione, progettato male, insipido e frustrante, con pochissimo appeal". Mean Machines scrisse che, sebbene all'inizio apparisse impressionante, con "animazioni eccellenti e sfondi meravigliosi, il gameplay è gravemente imperfetto e ci sono diverse caratteristiche molto fastidiose che rendono l'azione frustrante". Mega Play diede al gioco un punteggio nella media, basato su quattro recensioni che, pur elogiando all'unanimità la grafica e le animazioni, definivano il gameplay "instabile, scadente e imbarazzante". Mega Action diede invece al gioco punteggio complessivo dell'80%, elogiando l'animazione simile a un cartone animato ma criticando la difficoltà troppo alta. Console XS definì la grafica "sbalorditiva" e l'animazione a scorrimento "superba", ma criticò il gameplay dicendo: "Questo gioco è pieno di collisioni sbagliate, punti di riavvio frustranti e azioni ripetitive". Electronic Gaming Monthly diede una recensione nella media elogiando la grafica, l'animazione e la musica del gioco, criticando tuttavia i controlli e il gameplay, definiti ripetitivi, goffi e imprevedibili, affermando infine che "Fantasia non è all'altezza di Castle of Illusion".
Nel 1992, Fantasia si è classificato al sesto posto nella classifica dei 10 giochi Sega peggiori di tutti i tempi stilata dalla rivista Mega.